# Negro 7984
El Negro 7984 es un colorante azoderivado (tinte diazo). Cuando se emplea en la industria alimentaria se cocifica como E 152. A pesar de todo ha dejado de ser empleado como colorante alimentario desde 1984 en EE. UU. y Europa. Se suele emplear en algunos productos de cosmética.